# Hermann Stefánsson
Hermann Stefánsson (Reikiavik 25 de julio de 1968) es un escritor islandés que hasta el momento ha publicado tres novelas, dos poemarios y un libro de ensayos. También se ha publicado de él una pieza de teatro radiofónico, varios ensayos y trabajos como columnista; y además es traductor de literatura inglesa y española al islandés.

## Biografía
Se licenció en literatura comparada y filología islandesa y tiene un MA en literatura. Tiene tres hijos y vive en Islandia.

## Obra

### Ensayos
- Sjónverfingar (2003)

### Novelas
- Níu þjófalyklar (2004)
- Stefnuljós (2005)
- Algleymi  (2008)

### Poesía
- Borg í þoku (2006)
- Högg á vatni (2009)